# 200-ih pr. Kr.
1. tisućljeće pr. Kr.
◄ | 4. stoljeće pr. Kr. | 3. stoljeće pr. Kr. | 2. stoljeće pr. Kr.► | 
◄ | 230-ih pr. Kr. | 220-ih pr. Kr. | 210-ih pr. Kr. | 200-ih pr. Kr. | 190-ih pr. Kr. | 180-ih pr. Kr. | 170-ih pr. Kr. | ►
209. pr. Kr. | 208. pr. Kr. | 207. pr. Kr. | 206. pr. Kr. | 205. pr. Kr. | 204. pr. Kr. | 203. pr. Kr. | 202. pr. Kr. | 201. pr. Kr. | 200. pr. Kr.

## Događaji i trendovi
- Počinje Drugi rimsko-makedonski rat (do 196 pr. Kr.)

## Vanjske poveznice
|  | Zajednički poslužitelj ima još gradiva o temi 200-ih pr. Kr. |